# J.D. Tippit

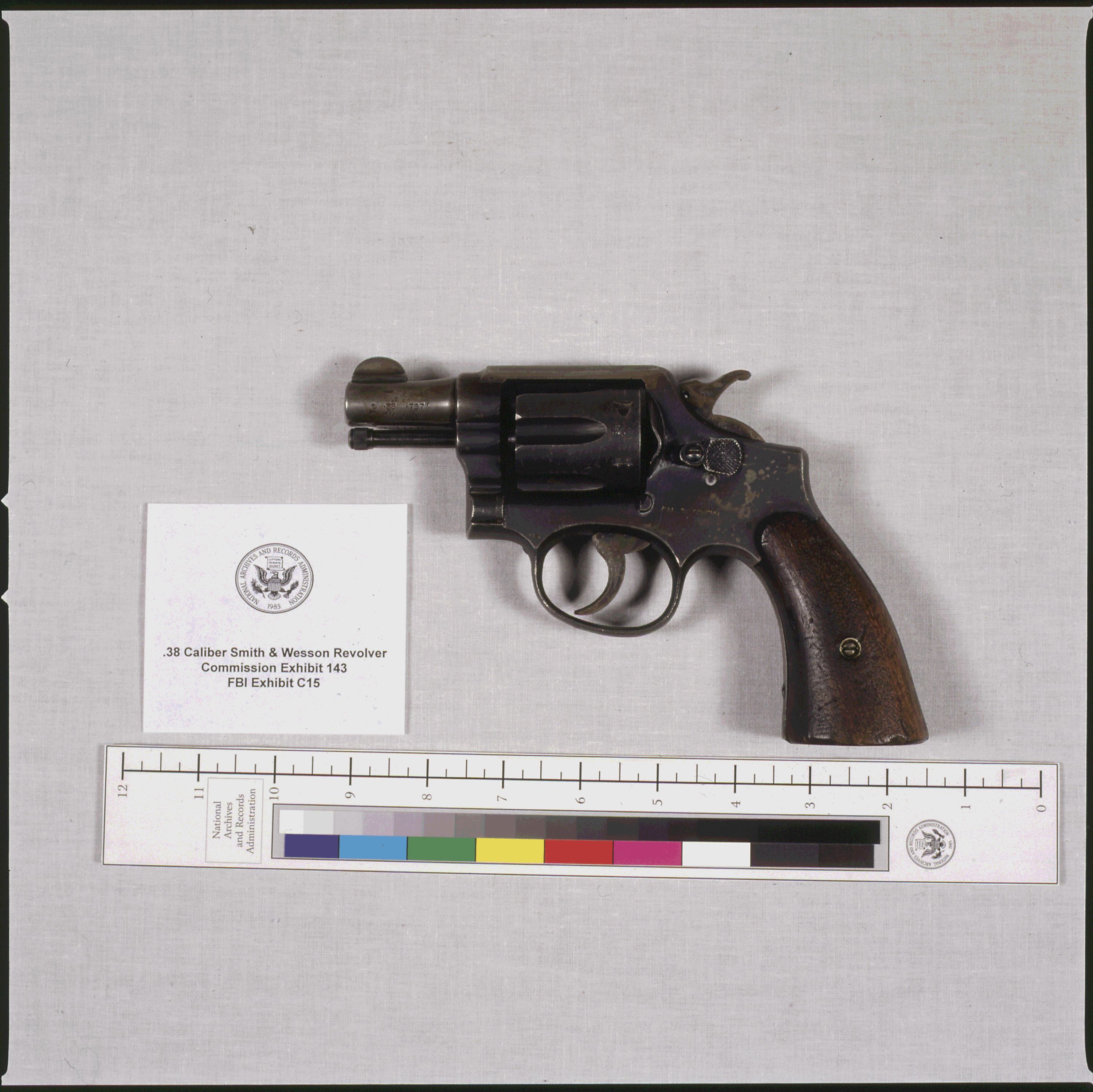
Oswalds revolver som dödade Tippit, en .38 Smith & Wesson.

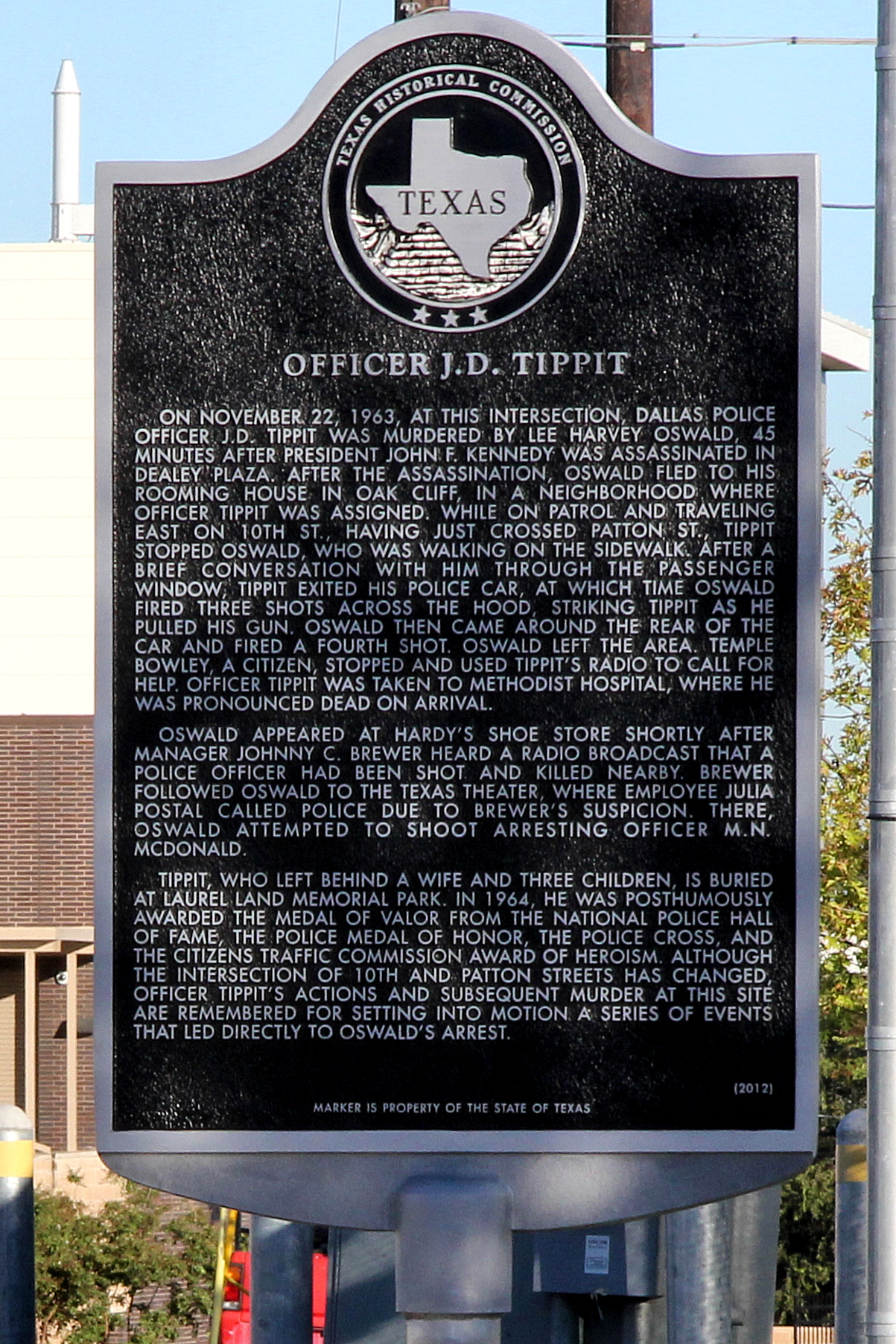
J.D. Tippits minnestavla vid 10th Street / Patton Avenue i Dallas.

J.D. Tippit, född 18 september 1924 nära Annona i Red River County, Texas, död 22 november 1963 i Dallas, Texas, var en amerikansk polisman. Omkring 45 minuter efter mordet på John F. Kennedy sköts Tippit till döds av Lee Harvey Oswald. Oswald greps som misstänkt för mordet på Tippit, men inom kort blev han även misstänkt för mordet på John F. Kennedy. Oswald förnekade sin inblandning i dessa mord och innan han hann bli åtalad sköts han ihjäl av Jack Ruby.
Initialerna J.D. anges emellanåt att stå för Jefferson Davis, men i själva verket står de inte för något särskilt.

## Biografi
Tippit tog värvning i US Army i juli 1944 och kom att strida i Tyskland i slutet av andra världskriget; han tilldelades en Bronze Star. I slutet av 1946 gifte sig Tippit med Marie Frances Gasway och paret fick med tiden tre barn. År 1952 fick han anställning vid Dallas Police Department.
Den 22 november 1963 patrullerade Tippit distriktet Oak Cliff i Dallas. Omkring 13.11 (lokal tid) framförde Tippit sin polisbil på East 10th Street i närheten av 10th Street och Patton Avenue och saktade ner bredvid Lee Harvey Oswald och tilltalade denne. Tippit klev ur sin bil, varpå Oswald med en revolver avlossade tre skott som träffade Tippit i bröstet. Tippit föll till marken och Oswald gick då fram och sköt ett skott i Tippits högra tinning. Tippit avled på platsen. Flera personer hade bevittnat dådet och kunde senare samma dag identifiera Oswald som mördaren. Några vittnen hade även sett Oswald fly in i den närbelägna biografen Texas Theatre, där han senare greps av polis.
På kvällen den 22 november blev Oswald officiellt misstänkt för mordet på Tippit och strax efter midnatt den 23 november blev han även formellt misstänkt för mordet på Kennedy. Dagen därpå, den 24 november, då Oswald fördes från Dallas City Jail till Dallas County Jail, blev han skjuten av nattklubbsägaren Jack Ruby och avled kort därefter. President Lyndon B. Johnson, som hade svurits in den 22 november, tillsatte då en kommission med uppgift att undersöka morden på Kennedy, Tippit och Oswald. Kommissionen, som fick namnet Warrenkommissionen efter dess ordförande, riksåklagaren Earl Warren, företog under tio månader undersökningar och intervjuer och publicerade i september 1964 sin slutrapport. Kommissionen konstaterade, att Oswald var ensam ansvarig för morden på Kennedy och Tippit samt att Ruby likaledes var ensam ansvarig för mordet på Oswald.
J.D. Tippit är begravd på Laurel Land Memorial Park i Dallas.